# Edaphobacter bradus
Edaphobacter bradus es una especie de  bacteria gramnegativa del género Edaphobacter. Fue descrita en el año 2018. Su etimología hace referencia a crecimiento lento. Es aerobia e inmóvil. Tiene un tamaño de 0,6-0,9 μm de ancho por 1,3-1,8 μm de largo. Forma colonias redondas, rugosas y de color amarillo tras dos semanas de incubación. Temperatura de crecimiento entre 10-37 °C, óptima de 28 °C. Catalasa positiva y oxidasa negativa. Tiene un contenido de G+C de 59,6%. Se ha aislado de suelo forestal en la reserva de la biosfera de Dinghushan, en la provincia de Guandong, China. 